# Dreamcast PRESS
『Dreamcast PRESS』（ドリームキャストプレス）は、毎日コミュニケーションズ（後のマイナビ）が発行していた日本のドリームキャスト専門誌。略称は『ドリプレ』だが「ドリームキャストとプレイステーションの情報誌」のように聞こえることから敢えて『DCP』（ディーシーピー）と呼ぶ場合もある。

## 沿革
前身のセガサターン専門誌『月刊GREAT SATURN Z』（グレートサターンゼット）は1996年6月10日創刊。前年に『バーチャファイター2』がセガ発売ソフト初の100万本を達成し「勝利宣言」を行った勢いも有り、同機種の専門誌は既に『セガサターンマガジン』（ソフトバンク出版事業部）・『SATURN FAN』（徳間書店）・『電撃SEGA・EX』（メディアワークス）などがひしめく群雄割拠状態であった。
MYCOMは本誌がゲーム雑誌初参入であったが、メーカーから提供される素材に依存する速報性よりも製作者インタビューや業界リポートなど編集部員が手間隙を掛けて書き上げた記事を重視し、その編集方針が岡田斗司夫に高く評価されたことでも知られている。そうした硬派な面の一方で、ゲーム紹介ではギャルゲーに重点が置かれメガドライブ以前からのセガ支持層は抵抗を感じていたようである。
しかし、ハードメーカーであるセガの意志が絶対的価値観を形成するセガサターンないしドリームキャストと言うハードではそうした編集方針が商業的にはマイナスに作用した面も否めない。特に、1998年1月からコンピュータエンターテインメントソフトウェア協会（CESA）やコンピュータソフトウェア著作権協会（ACCS）などが開始した「違法中古ゲームソフト撲滅キャンペーン」に批判的な論調の記事を掲載したことは（ソニー・コンピュータエンタテインメントがプレイステーション発売時に行い、独占禁止法違反に問われたのと同様の販売方法をドリームキャスト発売時に強行した）セガを始めとするメーカー各社の不興を買い、これ以降「新作情報が他誌の1ヶ月遅れで掲載される」と言ったことも珍しくなくなった。皮肉なことに姉妹誌の『The64DREAM』と対照を為す「ハードメーカーとの敵対」と言うジレンマは、その後も本誌を苦しめ続けることになる。
1998年11月、ドリームキャスト発売に合わせて『Dreamcast PRESS』に改題。しかし、セガを始めとするメーカー各社に敵視される状況に変化は無く、前年末に廃刊した『ドリームキャストFAN』（徳間書店）の後を追うように2000年3月号で休刊した。